# McAfee
Pour les articles homonymes, voir McAfee (homonymie).
McAfee (prononcé /mækəfi/), est un éditeur de logiciel initialement connu pour son logiciel anti-virus McAfee VirusScan. Le siège social de cette société est à San Jose.

## Historique
La société a été fondée en 1987 sous le nom de McAfee Associates par son fondateur John McAfee.
La société Network Associates a été fusionnée avec McAfee en 1997. Puis il y a eu une nouvelle fusion avec la société Dr Solomon's Software (connue aussi sous le nom de S&S International).
Le 19 août 2010, Intel passe un accord de rachat définitif de McAfee, Inc., par acquisition de l’ensemble des actions de cette dernière à 48 dollars par action en numéraire, soit une transaction évaluée à environ 7,68 milliards de dollars.
En septembre 2016, Intel annonce la vente d'une participation de 51 % dans McAfee au fonds d'investissement TPG pour un montant débattu mais estimé à 1,1 milliard de dollars, soit une importante moins-value par rapport à son acquisition de McAfee en 2010,,.
En mars 2021, McAfee annonce la vente de ses activités B2B à un consortium pour 4 milliards de dollars.
En novembre 2021, McAfee annonce l'acquisition du groupe par le fonds d'investissement Advent International pour 14 milliards de dollars.

## McAfee Social Protection
McAfee Social Protection est depuis août 2012, une application Facebook qui  s'applique aux photographies publiées par les membres du réseau social, en empêchant leur téléchargement, leur impression et leur affichage sur écran. Ainsi la vie privée des utilisateurs est mieux protégée. Selon McAfee, l'application pourrait avertir un utilisateur lorsque l'un de ses amis publie une photographie qui lui ressemble.

## Controverses
Le 4 janvier 2006, la Securities and Exchange Commission a intenté une action contre McAfee pour surestimation de ses revenus nets de 1998-2000 de 622 000 000 USD. Sans admettre aucun acte répréhensible, McAfee a simultanément réglé la plainte et accepté de payer une amende de 50 millions de dollars et de retravailler ses pratiques comptables.
En octobre 2006, McAfee a licencié son président Kevin Weiss, et son PDG George Samaneuk a démissionné sous le nuage d'une récente enquête de la SEC qui a également provoqué le départ de Kent Roberts, l'avocat général, plus tôt dans l'année. Fin décembre 2006, Weiss et Samaneuk ont fait réviser à la hausse les prix d'attribution des options sur actions par le conseil d'administration de McAfee. Weiss et Roberts ont tous deux été disculpés de tous les actes répréhensibles des allégations de McAfee en 2009.
Le 21 avril 2010, à partir d'environ 14 h 0 UTC, des millions d'ordinateurs dans le monde exécutant Windows XP Service Pack 3 ont été affectés par une mise à jour erronée du fichier de définition de virus par McAfee, entraînant la suppression d'un fichier système Windows (svchost.exe) sur ces machines, ce qui entraîne la perte de l'accès au réseau et, dans certains cas, une boucle de redémarrage. McAfee a résolu ce problème en supprimant et en remplaçant le fichier DAT défectueux, version 5958, par un fichier DAT d'urgence, version 5959 et a publié un correctif pour les machines concernées dans sa base de connaissances grand public,.
En août 2012, un problème avec une mise à jour de l'antivirus McAfee pour les ordinateurs personnels et d'entreprise a désactivé la protection antivirus et, dans de nombreux cas, a empêché la connexion à Internet. McAfee a été critiqué pour sa lenteur à résoudre le problème, obligeant les opérations réseau à passer du temps à diagnostiquer le problème.
Le 6 octobre 2020, le fondateur de la société de logiciels antivirus, John McAfee, a été arrêté en Espagne. Il a été accusé d'avoir omis de produire des déclarations de revenus américaines de 2014 à 2018 et d'avoir caché des actifs, notamment des biens immobiliers, un véhicule et un yacht, au nom d'autrui. À la suite de l'accord donné par la justice espagnole à son extradition vers les États-Unis, il s'est suicidé dans sa cellule le 23 juin 2021.